# Ussel (Lot)
Ussel é uma comuna francesa na região administrativa de Occitânia, no departamento de Lot. Estende-se por uma área de 6,74 km². Em 2010 a comuna tinha 99 habitantes (densidade: 14,7 hab./km²).